# SN 2009nq
SN 2009nq – supernowa typu Ia odkryta 28 grudnia 2009 roku w galaktyce NGC 7549. W momencie odkrycia miała maksymalną jasność 16,20m.